# Dicranoptycha minima
Dicranoptycha minima là một loài ruồi trong họ Limoniidae. Chúng phân bố ở miền Tân bắc.